# Parne, Sînelnîkove
Parne (în ucraineană Парне) este un sat în comuna Starovîșnîvețke din raionul Sînelnîkove, regiunea Dnipropetrovsk, Ucraina.

## Demografie
Componența lingvistică a localității Parne
     Ucraineană (88,24%)
     Rusă (11,76%)
Conform recensământului din 2001, majoritatea populației localității Parne era vorbitoare de ucraineană (88,24%), existând în minoritate și vorbitori de rusă (11,76%).